# Gloggnitz
Gloggnitz is een gemeente in de Oostenrijkse deelstaat Neder-Oostenrijk, gelegen in het district Neunkirchen. De gemeente heeft ongeveer 6200 inwoners. Gloggnitz ligt aan de zuidwestrand van het Weense Bekken. Het stadje ligt aan de voet van de Semmeringpas aan de rivier de Schwarza. Gloggnitz vormt het beginpunt van de Semmeringspoorlijn.
Gloggnitz werd in 1094 voor het eerst genoemd, toen hier een benedictijner klooster werd gesticht. Dit klooster heeft tot 1803 een belangrijk stempel op Gloggnitz gedrukt. Thans wordt het kloostergebouw als slot aangeduid. Sinds 1926 beschikt Gloggnitz over stadsrechten.

## Geboren
- Michael Hainisch (1858 - 1940), Bondspresident van Oostenrijk

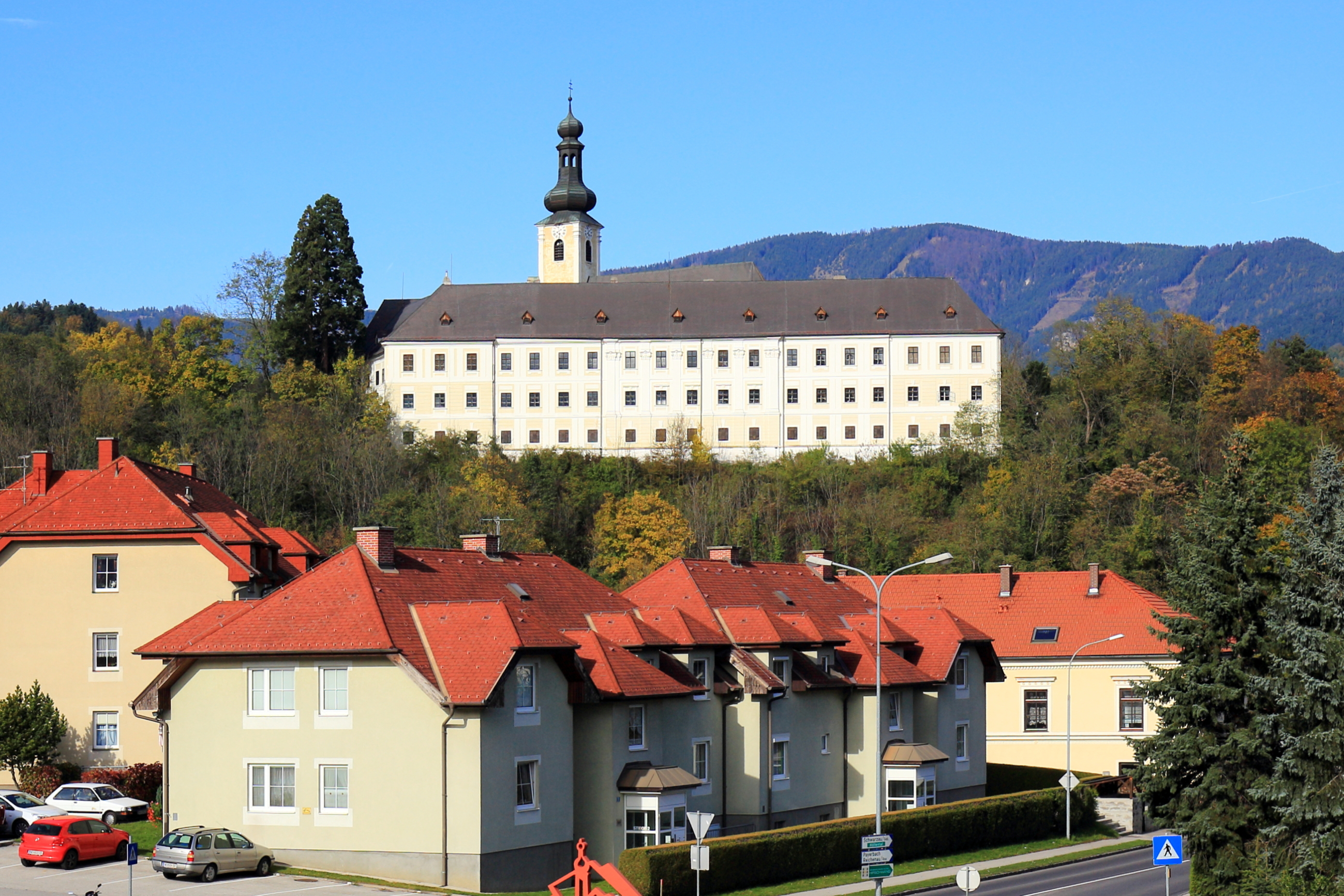
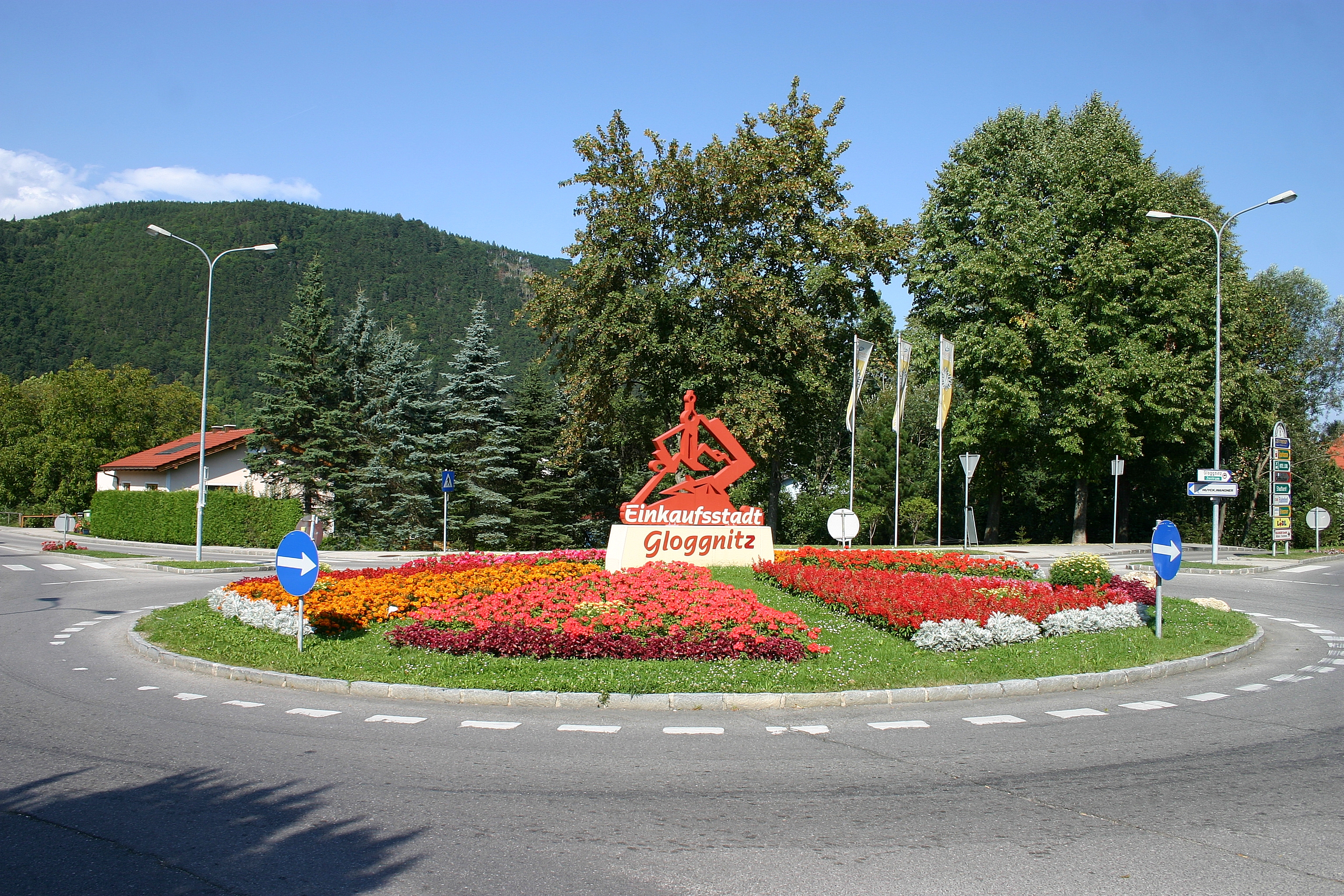
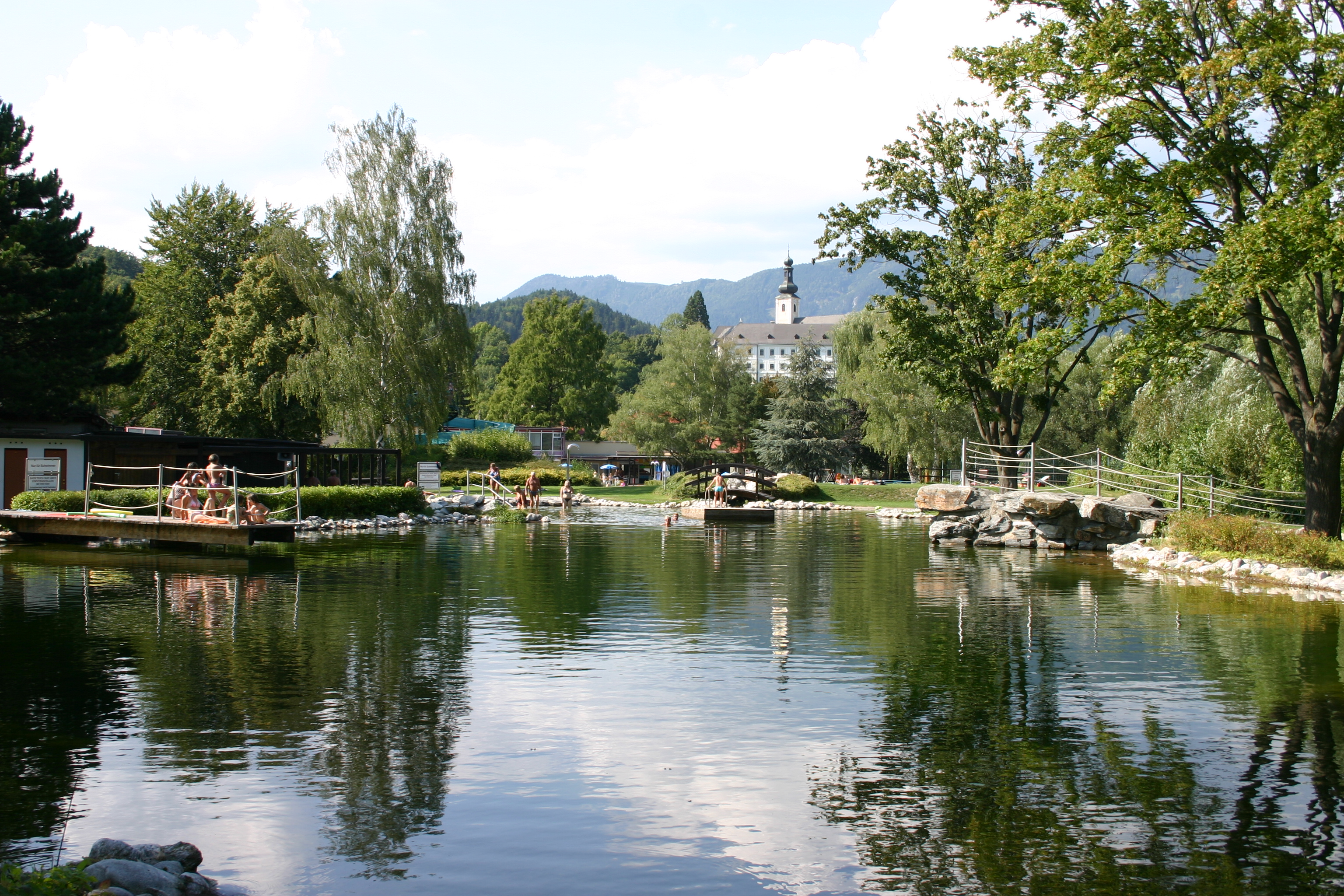
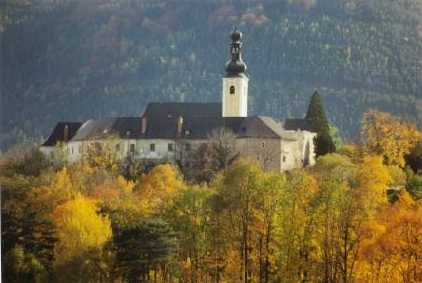
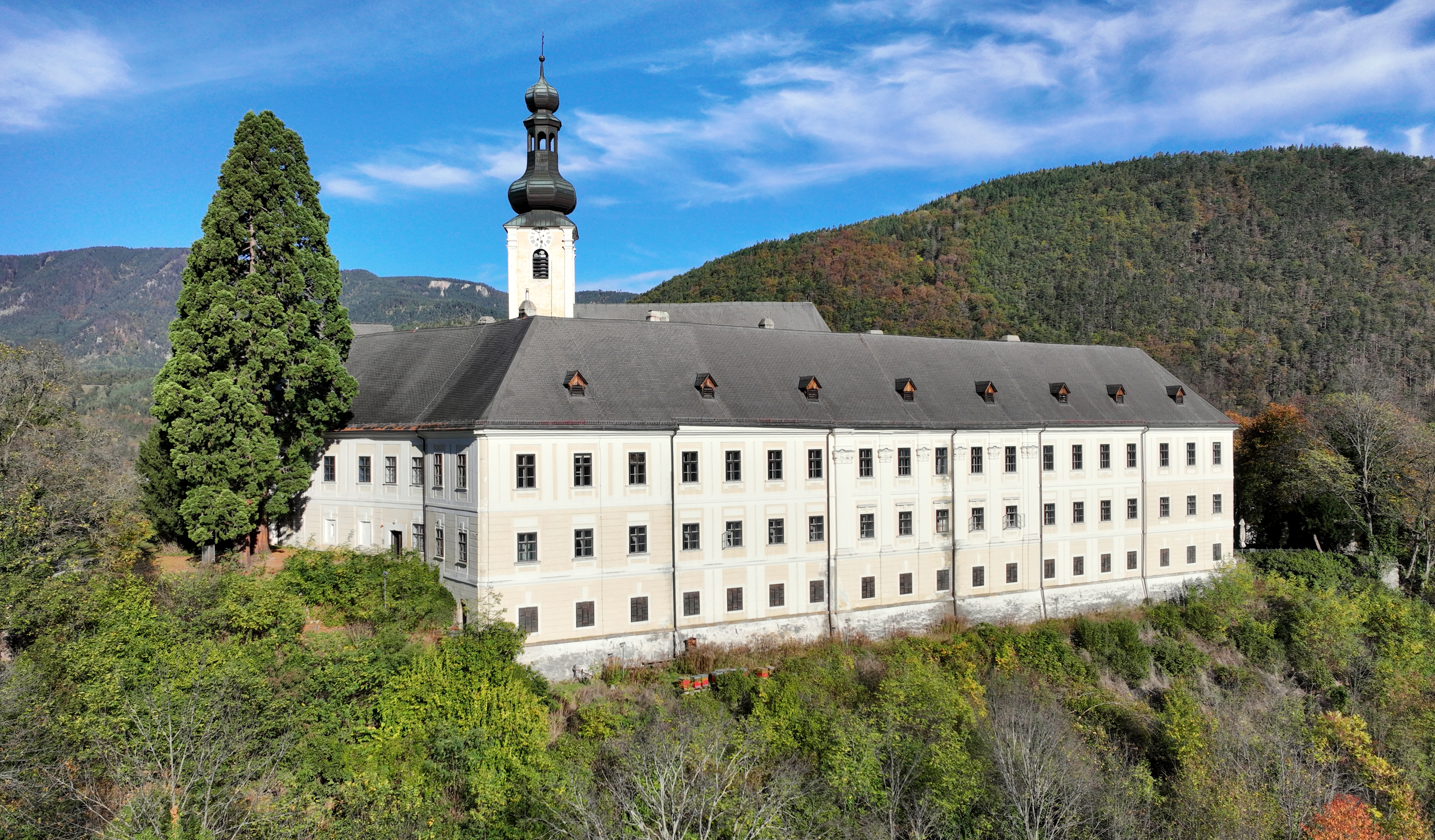
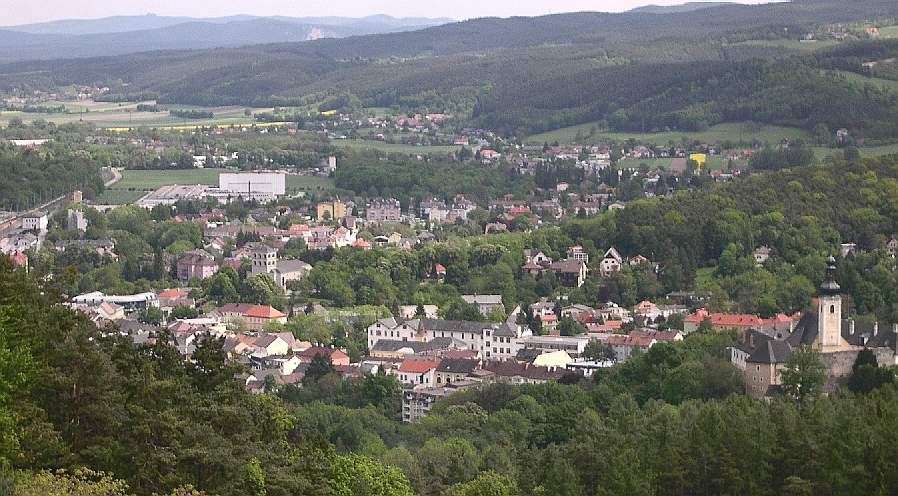

Altendorf · Aspang-Markt · Aspangberg-Sankt Peter · Breitenau · Breitenstein · Buchbach · Bürg-Vöstenhof · Edlitz · Enzenreith · Feistritz am Wechsel · Gloggnitz · Grafenbach-Sankt Valentin · Grimmenstein · Grünbach am Schneeberg · Höflein an der Hohen Wand · Kirchberg am Wechsel · Mönichkirchen · Natschbach-Loipersbach · Neunkirchen · Otterthal · Payerbach · Pitten · Prigglitz · Puchberg am Schneeberg · Raach am Hochgebirge · Reichenau an der Rax · Scheiblingkirchen-Thernberg · Schottwien · Schrattenbach · Schwarzau am Steinfeld · Schwarzau im Gebirge · Seebenstein · Semmering · Sankt Corona am Wechsel · Sankt Egyden am Steinfeld · Ternitz · Thomasberg · Trattenbach · Warth · Wartmannstetten · Willendorf · Wimpassing im Schwarzatale · Würflach · Zöbern
- Gemeinsame Normdatei: 4255538-3
- MusicBrainz: dc3cb9cf-883f-4673-a28a-032f6f043324
- Nationale Bibliotheek van Tsjechië: ge639232
- Virtual International Authority File: 242645546
- WorldCat: E39PCjvcMVBK3hMKFYCrC7R8vd